# Cyanotis lanata
Cyanotis lanata là một loài thực vật có hoa trong họ Commelinaceae. Loài này được Benth. mô tả khoa học đầu tiên năm 1849.